# Fritz Springer (Heimatdichter)
Fritz Springer (* 9. Januar 1906 in Heilbronn; † 6. Juli 1981) war deutscher Weinbautechniker und Heimatdichter in Talheim.

## Leben
Er wurde in Heilbronn in eine Gärtner- und Weinbauernfamilie geboren. Sein Vater war der Gärtner Friedrich „Fritz“ Springer senior (1878–1954), der als sangesfreudiges Original bekannt war und den Beinamen Der Stubenlerch trug. Der Sohn absolvierte eine Lehre als Weinbautechniker. Er arbeitete dann als Verkaufsleiter eines Unternehmens für Pflanzenschutzmittel. Nach der Hochzeit mit Ida Bühl aus Erlenbach kam er 1935 nach Talheim. Dort zählte er 1938 zu den Gründungsmitgliedern der Weingärtnergenossenschaft Talheim, zu deren ersten Vorsitzenden er gewählt wurde. Außerdem wirkte er maßgeblich bei der Organisation der Talheimer Herbste mit. Am Zweiten Weltkrieg nahm er ab 1940 als Soldat teil, nach Kriegsende war er in Ludwigsburg interniert. Er war in seiner Heimatgemeinde Talheim vielfach auch ehrenamtlich aktiv, u. a. war er Mitglied des Gemeinderats sowie von 1950 bis 1953 Vorstand des Gesangvereins Liederkranz 1876 Talheim e. V. und von 1977 bis zu seinem Tod 1981 Leiter des Rentnerclubs Talheim.

## Werk
Schon in seinem Elternhaus war man kulturell interessiert und hat den Chorgesang gepflegt. Springer verfasste zahlreiche Mundartgedichte über seine Heimat, den Wein und alltägliche Begebenheiten. Bereits während der Talheimer Herbste der 1930er Jahre trat er als Heimatdichter öffentlich in Erscheinung. Viele Gedichte entstanden dann während seiner Internierungshaft in Ludwigsburg, und viele weitere Gedichte entstanden anlässlich von Einweihungsfeierlichkeiten in der Nachkriegszeit oder aus Anlass von Geburtstagen, Hochzeiten und Jubiläen. Insgesamt hat Springer drei Bände mit Gedichten veröffentlicht. Der Maler Hanns Reeger hat einige Gedichte Springers illustriert, der Komponist Robert Edler hat einige Gedichte vertont.

## Würdigung
Der Fritz-Springer-Weg in Talheim erinnert heute an den Heimatdichter.

## Schriften
- Schwäbisch-Fränkische Spätlese, Hohenloher Druck- und Verlagshaus 1967
- S'Heilbronner Männdle, Hohenloher Druck- und Verlagshaus 1970
- Die Leut von heut,  Hohenloher Druck- und Verlagshaus, 1972